# Districtul Košice-okolie

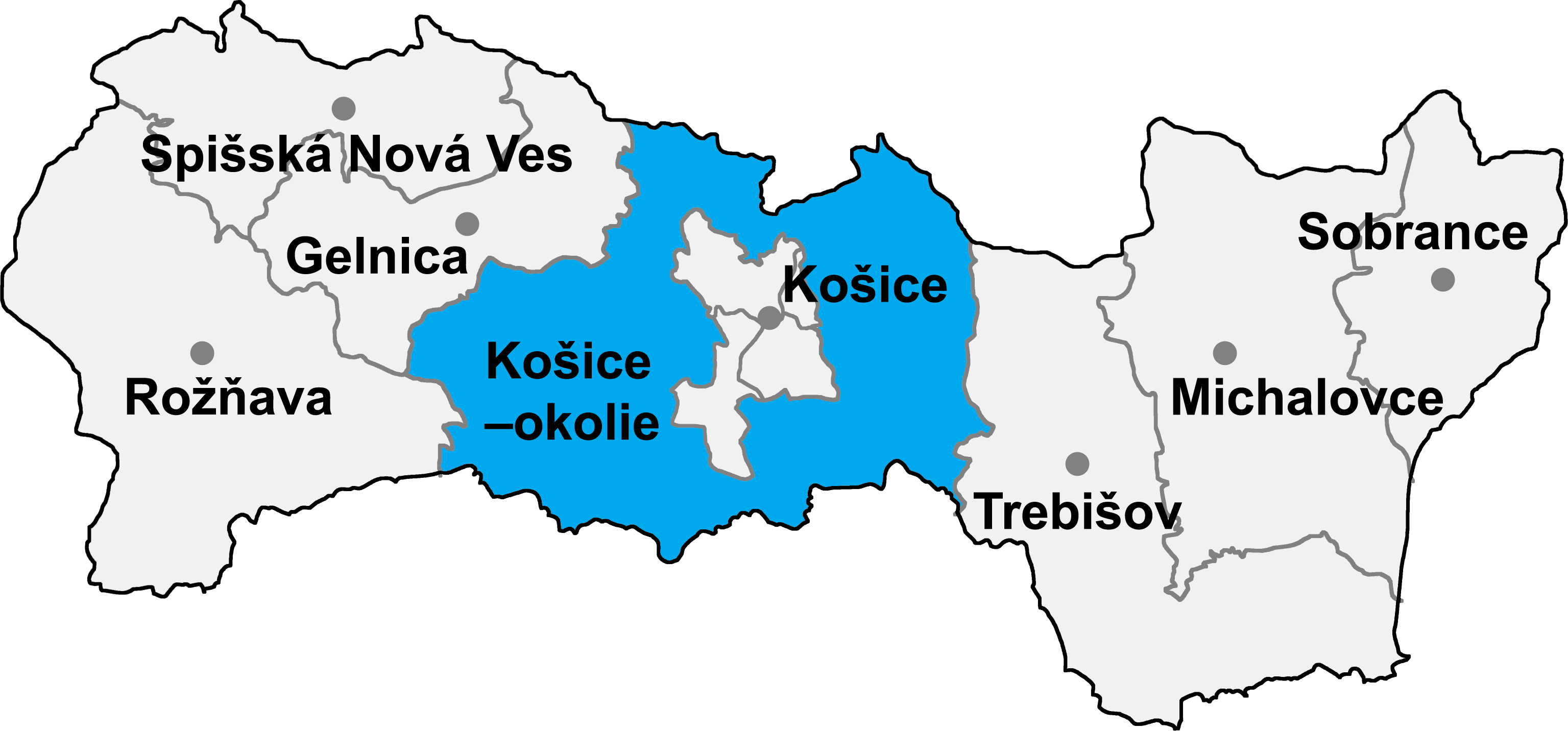
Districtul Košice-okolie

Districtul Košice-okolie (okres Košice–okolie) este un district în Slovacia estică, în Regiunea Košice.

## Demografie
| An:                | 1994    | 2004    | 2014    | 2024    |
| ------------------ | ------- | ------- | ------- | ------- |
| Număr de persoane: | 101.315 | 110.221 | 123.377 | 133.321 |
| Diferență:         |         | +8,79%  | +11,93% | +8,05%  |

| An:                | 2023    | 2024    |
| ------------------ | ------- | ------- |
| Număr de persoane: | 131.955 | 133.321 |
| Diferență:         |         | +1,03%  |

## Comune
- Bačkovík
- Baška
- Belža
- Beniakovce
- Bidovce
- Blažice
- Bočiar
- Bohdanovce
- Boliarov
- Budimír
- Bukovec
- Bunetice
- Buzica
- Čakanovce
- Čaňa
- Čečejovce
- Cestice
- Chorváty
- Chrastné
- Čižatice
- Debraď
- Drienovec
- Družstevná pri Hornáde
- Ďurďošík
- Ďurkov
- Dvorníky-Včeláre
- Geča
- Gyňov
- Hačava
- Háj
- Haniska
- Herľany
- Hodkovce
- Hosťovce
- Hrašovík
- Hýľov
- Janík
- Jasov
- Kalša
- Kecerovce
- Kecerovský Lipovec
- Kechnec
- Kokšov-Bakša
- Komárovce
- Košická Belá
- Košická Polianka
- Košické Oľšany
- Košický Klečenov
- Kostoľany nad Hornádom
- Kráľovce
- Kysak
- Malá Ida
- Malá Lodina
- Medzev
- Milhosť
- Mokrance
- Moldava nad Bodvou
- Mudrovce
- Nižná Hutka
- Nižná Kamenica
- Nižná Myšľa
- Nižný Čaj
- Nižný Klátov
- Nižný Lánec
- Nová Polhora
- Nováčany
- Nový Salaš
- Obišovce
- Olšovany
- Opátka
- Opiná
- Paňovce
- Peder
- Perín-Chym
- Ploské
- Poproč
- Rákoš
- Rankovce
- Rešica
- Rozhanovce
- Rudník
- Ruskov
- Sady nad Torysou
- Šemša
- Seňa
- Skároš
- Slančík
- Slanec
- Slanská Huta
- Slanské Nové Mesto
- Sokoľ
- Sokoľany
- Štós
- Svinica
- Trebejov
- Trsťany
- Trstené pri Hornáde
- Turňa nad Bodvou
- Turnianska Nová Ves
- Vajkovce
- Valaliky
- Veľká Ida
- Veľká Lodina
- Vtáčkovce
- Vyšná Hutka
- Vyšná Kamenica
- Vyšná Myšľa
- Vyšný Čaj
- Vyšný Klátov
- Vyšný Medzev
- Zádiel
- Žarnov
- Ždaňa
- Zlatá Idka